# Чулков, Леонтий Алексеевич
Чулков Леонтий Алексеевич (1846, Глухие Поляны, Тульская губерния — 1918, Тула) — гармонный мастер, конструктор гармоник.

## Биография
Родился в семье крепостного крестьянина в деревне Глухие Поляны. В 1859 году был отдан в ученики на гармонную фабрику Г. Т. Воронцова.
Совместно с Николаем Белобородовым сконструировал и в 1878 (по другим данным в 1871) году изготовил хроматическую гармонь, оказавшую решающее влияние на развитие пневматических клавишных язычковых музыкальных инструментов. В ней впервые применил резонаторную камеру, которая явилась прообразом тембровой камеры современных баянов, аккордеонов, гармоней.
По заказу Белобородова одним из первых мастеров стал изготовлять оркестровые инструменты (гармоника-бас, гармоника-прима и т. п.)
Сконструировал целый ряд приспособлений, которые облегчили производство и сборку музыкальных инструментов. Многие тульские мастера впоследствии стали использовать в производстве изобретения, сделанные Леонтием Чулковым.
Обучил производству гармоней нескольких талантливых мастеров: прежде всего шестерых своих сыновей. Некоторые из них стали продолжателями его дела. Наиболее известными мастерами по изготовлению музыкальных инструментов и конструкторами гармоней стали Геннадий Леонтьевич и Павел Леонтьевич.
Оказал значительное влияние на развитие гармони и гармонного производства в России.